# Forte do Carvoeiro
O Forte do Carvoeiro, originalmente denominado de Forte de Nossa Senhora da Encarnação, é um monumento militar, situado junto à localidade do Carvoeiro, no Município de Lagoa, em Portugal. Construído na década de 1670 para proteger a faixa costeira, foi muito danificado pelo Sismo de 1755. Foi reconstruído em 1796, mas entrou em declínio no século XIX, e em 1861 já tinha sido encerrado. Em 1871 ganhou novas funções como posto da Guarda Fiscal. Da antiga fortaleza apenas restou parte da muralha, a Ermida de Nossa Senhora da Encarnação e alguns edifícios, que faziam parte do posto fiscal.

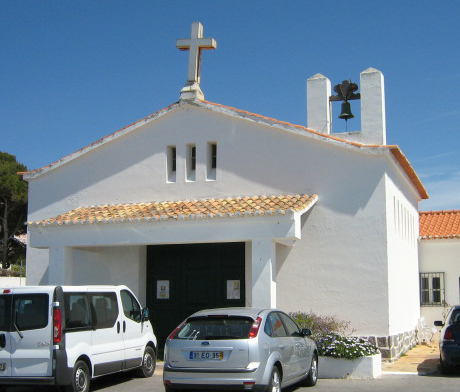
Ermida de Nossa Senhora da Encarnação

## Descrição
Os vestígios do forte situam-se no alto de uma arriba junto à localidade do Carvoeiro, num local importante do ponto de vista estratégico. Tem acesso pela rua conhecida como Rampa de Nossa Senhora da Encarnação.
Tinha uma planta em forma de polígono irregular, com baterias voltadas para o oceano, armadas com duas ou três bocas de fogo. Além da capela dedicada a Nossa Senhora da Encarnação, também possuía originalmente um paiol, uma cisterna e as instalações da guarnição, que foram posteriormente utilizadas pela Guarda Fiscal. Do monumento original apenas sobreviveram o muro virado a Este, onde se situa a porta, a ermida e os antigos edifícios da Guarda Fiscal. Sobre o portal ergue-se uma lápide, que indica o ano de 1670 como o início das obras de construção da fortaleza.
A ermida é utilizada por eventos culturais e sacros, sendo ali organizada a eucaristia durante a Festa em Honra da Nossa Senhora da Encarnação, que é considerado o principal evento religioso na vila. Também o largo em frente funciona como palco para eventos, tendo por exemplo albergado o lançamento oficial do documentário Caminho dos Promontórios, em Junho de 2021.

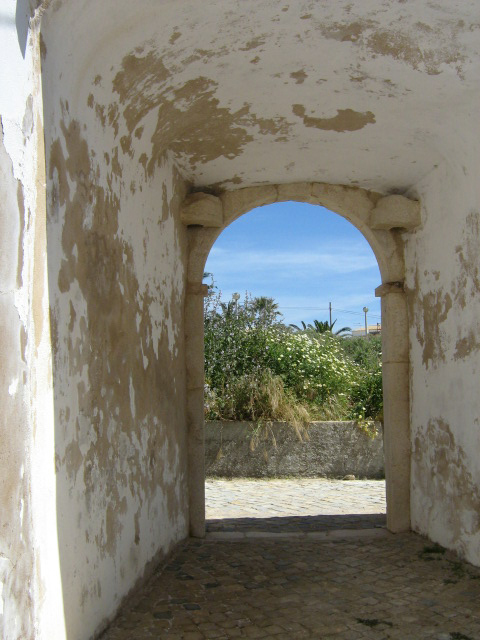
Portal da fortaleza (interior)

## História
A fortaleza começou a ser construída em 1670 por ordem de Nuno de Mendonça, capitão-general do Reino do Algarve, no local onde antes estaria uma torre de vigia. A ermida também seria muito provavelmente anterior à construção da fortaleza. Os trabalhos foram concluídos em 1675, já durante o mandato de Nuno da Cunha de Ataíde. Foi instalada para proteger a faixa costeira junto ao Carvoeiro e outras localidades próximas, e as armações de atum e sardinha, dos ataques dos piratas e de nações inimigas, como franceses e ingleses. O complexo sofreu grandes danos com o Sismo de 1755, principalmente a capela, embora tenha sobrevivido a imagem de Nossa Senhora da Encarnação. Em Abril de 1758, o padre Ignácio de Sousa Oliveira referiu que a capela era «muito antiga», tendo-a descrito como possuindo uma coberta em cúpula, rematada por um alto obelisco octogonal em pedra e alvenaria, que era utilizado como ponto de referência para a navegação. O forte só foi reconstruído em 1796, por ordem do comandante António Silvestre C. Tavares Júdice, tendo sido nessa altura colocada a lápide sobre a entrada. A ermida também foi modificada durante esta campanha de obras.
Em 1821, foi descrito pelo primeiro-tenente Gregório António, do Real Corpo de Engenheiros, como estando muito danificado e possuindo apenas um canhão de calibre 18 desmembrado, e uma plataforma de reduzidas dimensões. Em 1825 o forte e a ermida foram alvo de obras de reparação, e em 1832 existem registos de que ainda possuía um canhão de calibre 18. Em 1840, o canhão já havia sido removido, e tanto a fortaleza como a ermida estavam arruinados, tendo nesse ano sido feitas novas obras, que alteraram a traça da ermida. Em 1861 o forte já se encontrava encerrado, tendo sido convertido num posto da Guarda Fiscal em 1871.
Em 1937, parte das antigas muralhas do forte foram demolidas, durante a instalação da estrada do Algar Seco. Em 1942, a capela foi alvo de trabalhos de restauro, financiados pelo capitão Josino da Costa, tendo nessa altura sido adicionado o telheiro sobre a fachada principal. Em 1965 foram feitas obras de reparação tanto no posto fiscal como na capela, servindo nessa altura como pároco o padre António Martins de Oliveira. Esta intervenção incluiu uma ampliação da nave, a substituição do telheiro, a instalação de um compartimento transversal à nave, para as funções religiosas, e a relocalização da torre sineira para a fachada principal, tendo sido conservado o sino. Em 19 de Setembro de 2014 foi inaugurado um passadiço em madeira unindo o Forte do Carvoeiro ao sítio do Algar Seco, tendo nesse dia a Câmara Municipal de Lagoa anunciado um conjunto de intervenções naquele monumento, incluindo a instalação de um auditório ao ar livre, a substituição do parque infantil por uma zona ajardinada, e a reconversão do antigo edifício da Guarda Fiscal num observatório turístico. Nos finais de 2015 foi adjudicada para a obra para a requalificação do espaço envolvente ao forte, que incluía a instalação do auditório ao ar livre e de um parque de lazer, e em Janeiro de 2016 já se tinham iniciado os trabalhos. Em Julho desse ano o anfiteatro já estava em fase de conclusão, tendo custado cerca de 133 mil Euros. Além de permitir a organização de concertos de música e outros eventos, este espaço serviu igualmente para recuperar os vestígios da muralha do antigo forte, e enobrecer o antigo portal de entrada. Entre Julho e Setembro de 2016, as muralhas foram utilizadas para uma exposição de fotografia sobre o contingente português  do programa Frontex, de apoio aos refugiados africanos que tentavam atravessar o Mar Mediterrâneo.

## Leitura recomendada
- COUTINHO, Valdemar (1997). Castelos, Fortalezas e Torres da Região do Algarve. Vila Real de Santo António: [s.n.]